# メカ
メカは "mechanism"（機械装置）または "mechanical"（機械の）を略した日本で生まれた用語。日本では機械とほぼ同義に使われることもあるが、海外では人間が搭乗して操縦するロボットなど「空想的機械装置」の総称として認識されている。以下、後者の意味のメカについて解説する。

## 概要
メカはアニメやSFなど、空想的または未来的要素のあるジャンルの作品でよく登場する。二足歩行で腕と手があるものが多く、指もあって物をつかめるようになっているのが一般的である。ヒトと形が似ているメカは格闘技的な動きと剣術ができ、戦車や航空機には不可能な人間のような動き（敬礼など）もできる。
多くのフィクションにおいて、メカは戦闘機械とされている。装甲戦闘車両に無限軌道や車輪の代わりに脚をつけたものと言える。日本の漫画『機動警察パトレイバー』やアメリカのミニチュアゲーム『バトルテック』などでは、工事用、警察用、消防用など民間用途のメカも描かれている。
SFの世界設定によってはメカを主な戦闘手段とし、対立は時にメカ同士の決闘で決することがある。他の設定ではメカは軍事力の一部であり、戦闘に当たっては戦車、戦闘機、歩兵などと連携する。メカは戦車の装甲の厚さと火力を備え、同時に歩兵のように様々な地形で活動できる優れたデバイスとして理論的優位性があると強調されることが多い。また、アーマード・コアシリーズのようにメカが人間のように様々な武器を手で扱えることから、汎用の軍備とされている場合もある。
パワードスーツとメカの境界はあいまいである。メカは搭乗するもの、パワードスーツは着用するものという定義もある。パイロットが座って操縦できるコックピットがあるような大きさのものは一般にメカといえる。
ファンタジーでメカが登場することは滅多にないが、『聖戦士ダンバイン』、『天空のエスカフローネ』、『MAZE☆爆熱時空』などの作品がある。

## 歴史

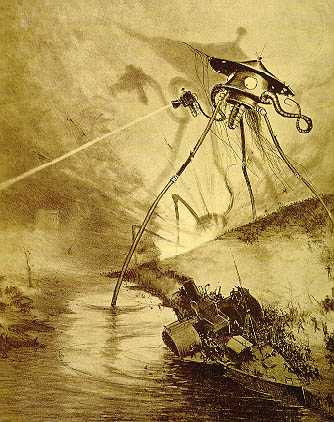
『宇宙戦争』フランス語版（1906年）の挿絵に描かれた火星人の戦闘機械

ジュール・ヴェルヌの1880年の小説『蒸気の家』では、蒸気で動き、人間が搭乗して操縦する機械の象が描かれている。H・G・ウェルズの1898年の小説『宇宙戦争』では、火星人が使用する三本脚の戦闘機械が描かれている。ロバート・A・ハインラインが1959年に連載した Starship Soldier は後に『宇宙の戦士』として出版されたが、その中で兵士が外骨格型のパワードスーツを着用している。
その後メカは日本の漫画やアニメで発展する。人間がコックピットに搭乗して操縦する大型のメカという形態の起源は永井豪の『マジンガーZ』で、1972年に登場した。

## 語源と用法
「メカ」という語は日本語（和製英語）であり、英語の "mechanical" または "mechanism" の略語である。日本では自動車、銃、コンピュータなどの機械装置 (machine) 全般を「メカ」と呼ぶことがある。そういう意味では、『バブルガムクライシス』に登場する人間型ロボット「ブーマ」も『ブレードランナー』の「レプリカント」もサイボーグもメカであり、実世界の産業用ロボットも自動車もトースターもメカである。日本では、四肢のある乗り物を特に「ロボット」または「巨大ロボット」と呼んで、他の機械装置と区別する。
英語圏で「メカ (mecha)」という語が認知されるきっかけとなったのは、『ロボテック』というアニメである。これは日本のアニメ3作品を再編集したもので、それ以来西洋で「メカ」といえば人間が搭乗するロボットかパワードスーツを指すようになった。
例外として映画『A.I.』では、人間を表す "orga" または "organics" の対義語として、ヒューマノイド型ロボットを "mecha" または "mechanicals" と呼んでいる。
また英語圏の感覚では、『アイアンマン』のアーマーはパワードスーツの一種だが、「メカ」とは呼ばない。「メカ」と呼ばれるパワードスーツはもっと大きくかさばるものであり、装着者の四肢がスーツの四肢に達しない場合もある。
英語圏では "mecha" の代わりに "mech" （メック）という語を使うことが多い。メックは『バトルテック』シリーズで生まれた用語である。

## フィクションにおけるメカ

### 映画
映画におけるメカとしては、スター・ウォーズシリーズに登場するAT-ATやAT-STなどの地上兵器が有名である。『ロボ・ジョックス』は米国初の実写リアルロボット作品と呼ばれており、人間を模した巨大ロボットが登場する。ジェームズ・キャメロン監督の映画『エイリアン2』ではパワーローダーというパワードスーツとメカを折衷したような作業機械が登場した。キャメロンが2009年に製作した映画『アバター』では、前述のパワーローダーを発展させたようなAMPスーツと呼ばれるメカが兵器として利用されている。ウォシャウスキー姉弟の映画『マトリックス レボリューションズ』では、登場人物たちがAPUと呼ばれるメカに乗り込んで敵のロボット兵器であるセンチネルズを迎撃する。ニール・ブロムカンプ監督の『第9地区』ではクライマックスにおいて主人公がエイリアンの作ったとされるメカに乗り込み戦闘を繰り広げる。
日本映画においては『ガンヘッド』がメカを扱った作品としては有名である。メカゴジラも有名なメカの1つである。
2013年に公開されたギレルモ・デル・トロ監督の『パシフィック・リム』では、敵生命体「KAIJU」を迎撃すべく人類が「イェーガー」と呼ばれる巨大ロボットに乗り込み戦闘を行う。かつての怪獣映画やロボットアニメへのオマージュが見受けられる作品である。

### ゲーム

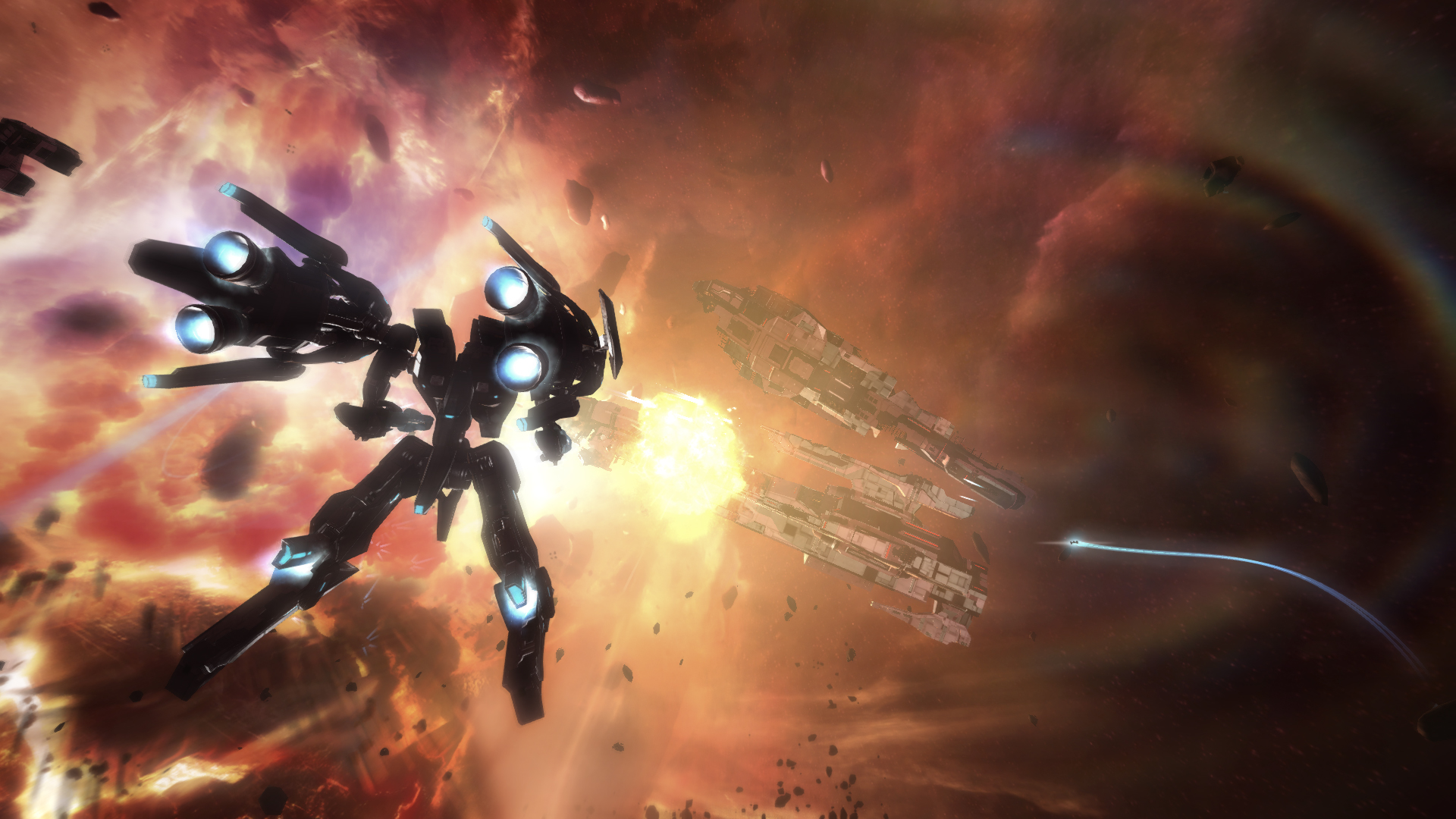
Strike Suit Zero

メカはコンピュータゲームにもよく登場する。バトルテックの世界設定を使ったコンピュータゲームシリーズ（MechWarrior など）が早くから登場した。『ヘビーギアII』では、地上と宇宙空間でのリアルな操縦システムを追求している。
『アーマード・コアシリーズ』では、工業化されカスタマイズ可能なメカによるテンポの良いアクションが楽しめる。競合する作品として『フロントミッションシリーズ』が存在するが、こちらはシミュレーションRPGであり、ゲームシステム面や世界観においては趣を異にする。
メタルギアシリーズにはメタルギアと呼ばれる二足歩行戦車が登場する。移動核発射装置としての側面を持ち、あらゆる場所から核ミサイルを撃てる究極の兵器というのが元々のコンセプトであったが、シリーズを経ていくにつれて「対メタルギア」や「歩兵部隊支援」など用途の違いにより様々なバリエーションが生まれている。どの作品・機種においてもメタルギアの「二足で歩行する」という特徴は一貫している。例外も存在するが、他のメカアクションゲームと違いメタルギアはプロトタイプが1機もしくは少数のみ生産されており、物語のクライマックスにボスとして登場するというシチュエーションが多い。
ミニチュアゲームの『ウォーハンマー40,000』でもメカ的な兵器が登場する。
『バトルフィールド2142』では、メカも登場するが、同時に歩兵、戦車、装甲兵員輸送車なども登場し、それらが統合的に運用され戦場で活躍している。
リアルタイムストラテジー (RTS) ゲームのコマンド&コンカーシリーズの一作『レッド・アラート3』では、エンパイア・オブ・ライジングサンが様々なメカを兵器として投入する。別のRTSゲームである『スタークラフト』にもGoliathというメカが登場する。『スプリームコマンダー』では、プレイヤーが Armoured Command Unit (ACU) と呼ばれるメカを操縦する。

### 漫画・アニメ
日本のロボットアニメは海外では「メカアニメ」と呼ばれ、メカすなわちロボットが必ず登場する。最小でも3メートル弱以上の大きさで、様々な武器を装備し、多くの場合玩具メーカーと連携している。ガンダムシリーズがよい例で、バンダイがガンダムシリーズに登場するメカの玩具やプラモデルを多数発売している。中には500メートルもの巨大なロボットもある（『ぼくらの』など）。
メカは、そのストーリーや設定によって様々な大きさとされる。戦車とそれほど違わない大きさのもの（『装甲騎兵ボトムズ』、『メガゾーン23』）、数階建ての建物程度の大きさのもの（ガンダムシリーズ、『天空のエスカフローネ』、『星銃士ビスマルク』）、超高層建築物ほどの大きさのもの（『伝説巨神イデオン』、『創聖のアクエリオン』、『新世紀エヴァンゲリオン』）などがある。中には、1つの都市に匹敵する人口の人々が中に住むメカ（マクロス）、惑星サイズのメカ（ダイバスター）、銀河系サイズのメカ（『ゲッターロボ』、『天元突破グレンラガン』）もある。宇宙そのものに匹敵する大きさであることを匂わせるものもある（『斬魔大聖デモンベイン』、『劇場版 天元突破グレンラガン 螺巌篇』）。
このジャンルは1956年、横山光輝の漫画『鉄人28号』から始まった（1963年にアニメ化され、海外では Gigantor として放映）。ただし、鉄人28号は人間が搭乗する形態ではなく、リモコンで外部から操縦するロボットだった。その後間もなく永井豪がさらに空想的要素を強めたメカを作品に登場させた。『マジンガーZ』は世界で初めて成功を収めたスーパーロボットアニメシリーズであり、同時に主人公が搭乗して操縦するロボットというジャンル、および主人公が武器の名を叫ぶことで武器が発動するという様式を決定付ける先駆者となった。また、同時に超合金などのダイカスト玩具が生まれ、アメリカでは "Shogun Warriors" として発売された。
ロボットアニメや漫画のストーリーやアニメの品質は玉石混交であり、子供向けから大人の鑑賞に耐えるものまで様々なものがある。
メカの中には変形するもの（マクロスシリーズ、『機動戦士Ζガンダム』）や合体するもの（『百獣王ゴライオン』、『天元突破グレンラガン』）がある。これらの元祖も永井豪の『ゲッターロボ』（1974年アニメ化）とされている。
ロボットアニメはアニメのジャンルとして古くからあるが、21世紀になっても多数の作品が制作されている。スーパーロボット系ではゲッターロボやマジンカイザーのOVA作品や、1975年の『勇者ライディーン』をリメイクした『REIDEEN』などのリバイバル作品、リアルロボット系では『機動戦士ガンダム00』、『マクロスF』、『コードギアス 反逆のルルーシュ』、『バスカッシュ!』、『RIDEBACK』などがある。また、リアルロボットの要素を若干取り入れたスーパーロボットアニメとして、『ヒロイック・エイジ』や『天元突破グレンラガン』がある。
メカの中には完全に機械だけで構成されないものもある。特にパイロットとのインタフェースに生物的要素を使ったり、それ自体が一部生体となっているものもある。例えば、『新世紀エヴァンゲリオン』、『交響詩篇エウレカセブン』、『ゾイド』などである。

## その他
独自設定のメカ玩具として、バイオニクル、Lego Exo-Force などがある。

## 実際のメカ
メカ的な乗り物のプロトタイプが少数ながら実際に製作されている。今のところ、大量生産された例はない。
- LAND WALKER: 榊原機械が開発した擬似二足歩行ロボット[3][4]。
- T-52 援竜: テムザックが開発した高さ3.5メートルで油圧駆動のレスキューロボット。2本の腕があり、コントローラでそれを操作する。

西洋ではメカを実際に製作した例は少ない。ジョン・ディアの子会社 Timberjack は、6本脚で歩行し木を伐採する機械を製作している。